# Grigori Mkrtytchan
Temple de la renommée russe : 2004
Grigori Mkrtytchevitch Mkrtytchan (en russe : Григорий Мкртычевич Мкртычан), né le 3 janvier 1925 et mort le 14 février 2003, est un joueur professionnel de hockey sur glace.

## Carrière
Mkrtychan commence sa carrière dans le nouveau championnat d'URSS en 1946 avec le CSKA Moscou alors que le club se nomme alors le CDKA. Il joue alors aux côtés de joueurs comme Evgueni Babich et Vsevolod Bobrov. Il est sacré champion d'URSS avec le CDKA en 1948, lors de la seconde saison. L'équipe est alors constituée de Vladimir Nikanorov, Mihail Orehov, Babich, Anatoly Tarassov, Bobrov et Vladimir Venevcev. Il remporte le titre avec le CDKA lors des deux années suivantes avant d'être réquisitionné par le fils de Joseph Staline, Vassili Staline président du VVS MVO Moscou en 1950. Il vient remplacer Harry Mellups, gardien de but letton mort lors du crash de l'avion du VVS en janvier 1950.
Il remporte une nouvelle fois le titre de champion d'URSS en 1951, puis en 1952 et 1953 toujours sous les couleurs du VVS.
Mkrtychan est logiquement sélectionné dans l'équipe nationale pour le premier match amical de l'URSS contre la Tchécoslovaquie puis pour la première compétition internationale à laquelle participe l'URSS. Il est ainsi sélectionné pour le championnat du monde 1954. Lors de ce tournoi, les Soviétiques ne laissent aucune chance à leur adversaire ne concédant qu'un seul match nul contre les Suédois et gagnant les six autres matchs. Les soviétiques inscrivent alors 37 buts pour seulement 10 buts encaissés par la paire de gardien de but, Poutchkov et Mkrtytschan pour gagner leur première médaille d'or du monde et d'Europe.
Il sera de nouveau sélectionné en 1955 et remporte une médaille d'argent. Il participe également aux Jeux olympiques de 1956 et remporte la médaille d'or.
En 1953, il joue sa dernière saison avec le VVS avant la dissolution du club. Babich termine alors sa carrière avec le CSKA, équipe qui se nomme alors CSK MO. Il met fin à sa carrière en 1958 après un titre en 1956 et un dernier en 1958. Au total dans sa carrière de gardien de but, il aura joué 170 matchs en club et 22 avec l'équipe nationale.
Il décède en février 2003.

## Trophées et honneurs

### Trophées en club
Champion d'URSS
- 1948, 1949, 1950, 1955, 1956 et 1958 - avec le CSKA
- 1951, 1952, 1953 - avec le VVS MVO

Coupe d'URSS
- 1952 - avec le VVS MVO
- 1954, 1955 et 1956 - avec le CSKA

### Trophées internationaux
- Jeux olympiques
  -  Médaille d'or - 1956
- Championnat du monde et d'Europe
  -  Médaille d'or - 1954 et 1956[8].
  -  Médaille d'argent - 1955